# Шилки
Шилки, Джилки или Силки (тат.: ﺷﻳﻟﻜﻯ, лат.: Şilki, ислямизирано като Абдала (Abdallah), живял във втората половина на IX век, е волжко-български управител (елтебер). Считан е за внук е на вожда Идьек, като липсват точни данни дали е принадлежал към прабългарския владетелски род Дуло. Името му се споменава в спорните летописи Джагфар тарихъ, но не в достоверен исторически контекст. В този източник се съобщава обаче, че името Шилки произхожда от амурския приток Шилка.
Счита се, че Шилки осигурява обединяването на прабългарските родове и че при неговото управление васалната зависимост на Волжка България от Хазарския каганат намалява, а Велики Болгар трайно се превръща в столица на Волжка България. Когато през 922 г. волжките прабългари приемат исляма при неговия наследник Алимъш Джафар Шилки е споменаван вече с ислямското си име Габдула (Абдула) Джилки.